# 伊希
伊希（法語：Ichy，法語發音：[iʃi] ⓘ）是法国塞纳-马恩省的一个市镇，属于枫丹白露区。

## 地理
伊希（48°12'9"N, 2°32'51"E）面积7.8 平方千米，位于法国法蘭西島大區塞纳-马恩省，该省份为法国北部内陆省份，北起瓦兹省，西接埃松省、马恩河谷省、塞纳-圣但尼省和瓦兹河谷省，南至卢瓦雷省，东南接约讷省，东临马恩省和奥布省，东北接埃纳省。
与伊希接壤的市镇（或旧市镇、城区）包括：奥布松维尔、布罗梅耶、阿维尔、欧费维尔、比尔西。
伊希的时区为UTC+01:00、UTC+02:00（夏令时）。

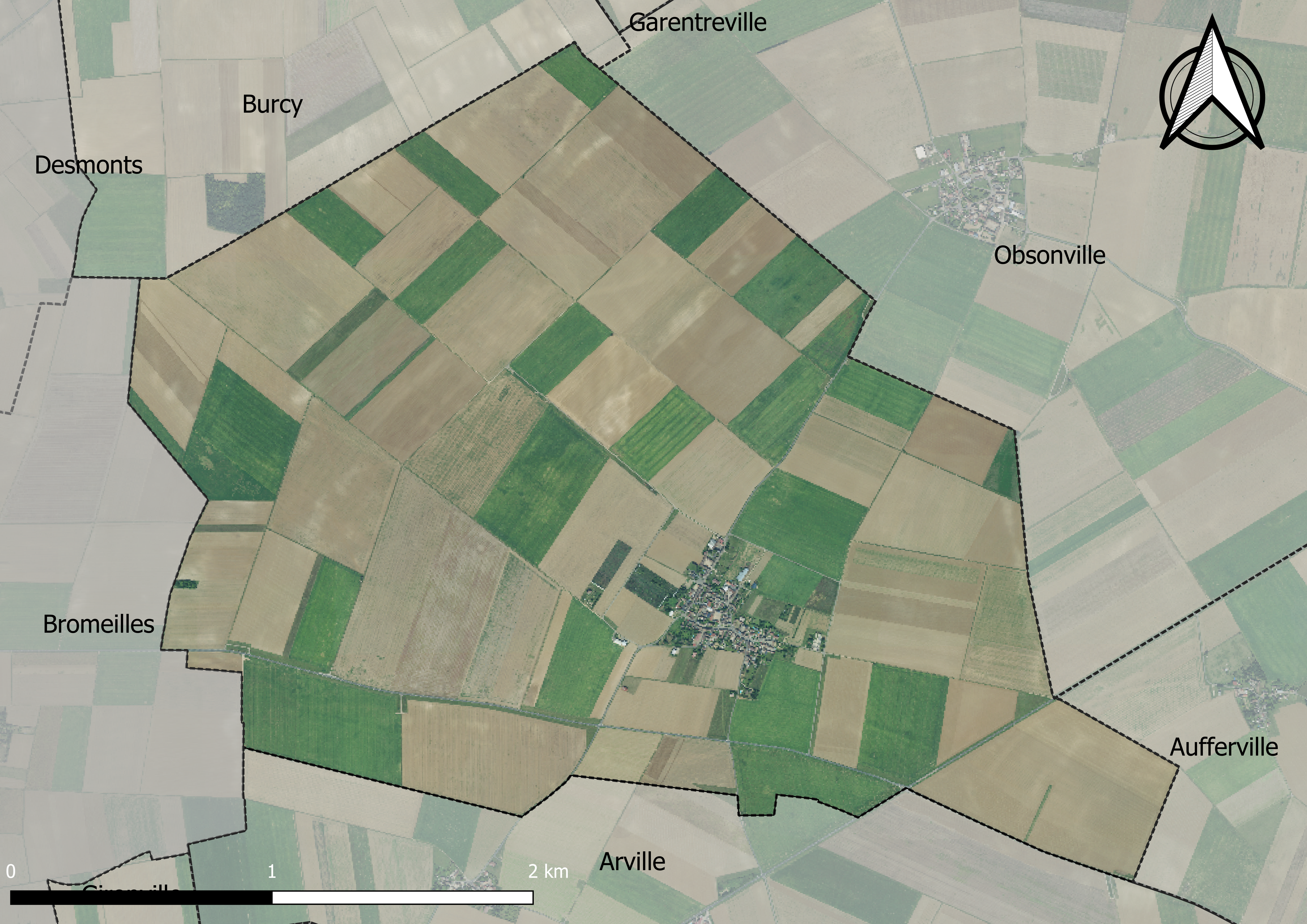
伊希的卫星图

## 行政
伊希的邮政编码为77890，INSEE市镇编码为77230。

## 政治
伊希所属的省级选区为讷穆尔县。

## 人口

1962-2008年间伊希人口变化图示

伊希于2022年1月1日时的人口数量为158人。